# Ariadaeus (månkrater)
Ariadaeus är en nedslagskrater på månen. Den befinner sig på den västliga delen av Mare Tranquillitatis på månens framsida. 
Kratern är uppkallad efter kung Filip III av Makedonien (Philippus Ariadaeus) (cirka 359 - 317 f.Kr.). Kratern fick sitt namn officiellt tilldelat av den Internationella astronomiska unionen (IAU) år 1935., , 

## Omgivning
Kratern Ariadaeus ligger norr om kratern Dionysius och nord-nordöst om kratern Cayley. Längs den nordöstliga kraterranden ligger den mindre "Ariadaeus A", och de två bildar en dubbelkrater. Till väster om Ariadaeus löper Rimae Ariadaeus.

## Satellitkratrar
| Ariadaeus | Latitud | Longitud | Diameter |
| --------- | ------- | -------- | -------- |
| A         | 4.6° N  | 17.5° Ö  | 8 km     |
| B         | 4.9° N  | 15.0° Ö  | 8 km     |
| D         | 4.9° N  | 17.0° Ö  | 4 km     |
| E         | 5.3° N  | 17.7° Ö  | 24 km    |
| F         | 4.4° N  | 18.0° Ö  | 3 km     |

### Fotnoter
1. 1 2  (engelska) NASAs sida om månekratrar: ”Moon nomenclature -Crater”. på http://lunar.arc.nasa.gov/ The Lunar Prospector Website, NASA Ames Research Center. Arkiverad från originalet den 5 juli 2009. https://web.archive.org/web/20090705213229/http://lunar.arc.nasa.gov/printerready/science/geography_items/carters/craters_a.html.
2. 1 2 3 4  (engelska) Deskriptiva data om månekratrar på hemsidan från USA:s geologiska institut. (Klicka på det relevanta namnet) : ”Gazetteer of Planetary Nomenclature - Moon Nomenclature: Crater, craters”. från http://planetarynames.wr.usgs.gov/ Astrogeology Research Program, U.S. Geological Survey. Arkiverad från originalet den 7 mars 2010. https://web.archive.org/web/20100307113446/http://planetarynames.wr.usgs.gov/jsp/FeatureTypesData2.jsp?systemID=3&bodyID=11&typeID=9&system=Earth&body=Moon&type=Crater,%20craters&sort=AName&show=Fname&show=Lat&show=Long&show=Diam&show=Stat&show=Orig. Läst 5 augusti 2007.
3. 1 2  (engelska) Ariadaeus på Wikien The Moon Arkiverad 30 maj 2018 hämtat från the Wayback Machine.
4. 1 2  (franska) Program (under GNU-licens) och integrerad databas: ”Atlas Virtuel de la Lune”. från http://www.astrosurf.com/ Portail de l'Astronomie en France af Patrick Chevalley og Christian Legrand. Arkiverad från originalet den 14 maj 2008. https://web.archive.org/web/20080514072927/http://www.astrosurf.com/avl/FR_index.html. Läst 10 maj 2009.
5. 1 2  (tyska) Lista över officiella namn på månkratrar från en tysk astronomihemsida : ”Krater mit individuellem Namen (Kratrar med individuella namn)”. från http://www.astrolink.de/. http://www.astrolink.de/p012/p01204/p01204090000a.htm.
6. ↑  I allmänhet tilldelade IAU de officiella namnen till kratrarna på månens framsida år 1935, till kratrarna på månens baksida år 1970, och slutligen har vissa mindre kratrar (som tidigare ansågs vara satellitkratrar) fått nya namn från 1973 och framåt. Se:
  - (engelska) USA:s geologiska undersökning: ”Gazetteer of Planetary Nomenclature - History of Planetary Nomenclature”. från http://planetarynames.wr.usgs.gov/ Astrogeology Research Program, U.S. Geological Survey. http://planetarynames.wr.usgs.gov/history.html.
  - (franska) Mario Tessier (3 mars 1998). ”La cartographie lunaire: des origines au XXeme siècle (Månens kartografi: Från begynnelsen till det 20:e århundradet)”. från http://pages.infinit.net/noxoculi/ Nox Oculis. Arkiverad från originalet den 5 december 2008. https://web.archive.org/web/20081205073741/http://pages.infinit.net/noxoculi/lune3.html. Läst 10 maj 2009.
7. ↑  Lpi-måneatlas